# Code de procédure civile de la Polynésie française
Pour les autres articles nationaux ou selon les autres juridictions, voir Code de procédure civile.
Le Code de procédure civile de la Polynésie française définit la procédure civile de la Polynésie française.